# Aemona
Aemona ili Emona (lat. Colonia Iulia Aemona) je bilo rimsko naselje na području današnje Ljubljane.
Naselje je nastalo za vrijeme rimske ekspanzije u 14. ili 15. godini nakon Krista. Oko 452. godine Aemona je gotovo potpuno uništena nakon prodora Huna predvođenih Atilom.
- Emonac, replika kipa emonskog mještanina na ljubljanskom Kongresnom trgu
- Ostaci zidina Aemone u južnom području Ljubljane